# Yui Hasegawa
Yui Hasegawa (født 29. januar 1997) er en japansk fodboldspiller. Hun er medlem af Japans kvindefodboldlandshold.

## Japans fodboldlandshold
| Japans landshold | Japans landshold | Japans landshold |
| År               | Kmp              | Mål              |
| ---------------- | ---------------- | ---------------- |
| 2017             | 13               | 2                |
| 2018             | 17               | 2                |
| Total            | 30               | 4                |